# Čingi-Lingi
Čingi-Lingi – wieś w Chorwacji, w żupanii kopriwnicko-kriżewczyńskiej, w gminie Molve. W 2011 roku liczyła 9 mieszkańców.